# Ходзьо Токімаса
Ходзьо Токімаса (яп. 北条時政,ほうじょう ときまさ; 1138 — 6 лютого 1215) — японський самурайський військовик, періоду Камакура. Голова роду Ходзьо. Обіймав посаду сіккена від 1203 до 1205 року.

## Життєпис
Походив з роду Ходзьо. Син Ходзьо Токіра, засновника роду, та онук Тайра но Токіїе. Народився в області Таґата провінції Ідзу (у сучасній префектурі Сідзуока). Близько 1156 року стає головою свого клану. Під час боротьби між Мінамото но Йосітомо та Тайра но Кійоморі (смута Хьоген 1156–1160 років) утримувався від підтримки жодного з них. Після перемоги останнього було завдано удару по клану Мінамото. Сина Йосітомо — Йорітомо — заслано у провінцію Ідзу під нагляд родича Тайра — Токімаси. Той чесно виконував завдання Кійоморі до 1179 року.
У 1180 році Йорітомо оженився на доньці Токімаси — Масако. Після цього Ходзьо став таємно підтримувати плани Мінамото з відновлення свого впливу та повалення влади клану Тайра. Вже того ж року, скориставшись повстанням принца Мотіхіто, проти Тайра виступив Мінамото но Йорітомо, якого підтримав Ходзьо Токімаса. У рідній провінції Ідзу останнього Йорітомо заснував свою ставку Камакура. Після цього Токімаса стає радником Йорітомо. У подальшій боротьбі Мінамото і Тайра не брав участь у бойових діях.
У 1185–1186 роках вів перемовини з імператором Ґо-Тоба, домігшись призначення свого зятя сьогуном, а також передачі тому прав призначати воєвод (шюґо) та земельних голів (дзіто), що оформила суцільну владу клану Мінамото над Японією. В подальшому стає найвпливовішим даймьо Японії, встановивши у 1193–1194 роках контроль над провінціями Ідзу та Сураґа.
У 1199 році, після смерті Мінамото но Йорітомо, вирішив посилити свій вплив у державі. Спочатку утворив регентську раду, де найбільшу вагу мав сам Токімаса та його син Йосітокі й донька Масако. Водночас Токімаса вступив в союз з впливовим військовиком Кадзівара Каґетокі. Таке посилення Токімаси призвело до конфлікту з новим сьогуном та онуком Токімаси — Мінамото но Йоріїе. Але після страти у 1200 році Кадзівари за наказом сьогуна, вплив Токімаси не зменшився. Натомість від отримав провінцію Омі.
Втім стосунки між сьогуном та Токімасою продовжували погіршуватися. Тому у 1203 році останній скористався хворобою Йоріїе, та став готувати тому заміну. Зрештою він змусив онука відмовитися від посади сьогуна, а у 1204 році того за наказом Токімаси вбито. У 1203 році поставив новим сьогуном іншого свого онука Мінамото но Санетомо в обхід сина Йоріїе — Мінамото но Ітімана.
У 1203 році стає сіккеном (регентом) при малолітньому сьогуні. Водночас призначається співголовою відомства мандокоро (разом з Ое но Хіротомо). З посиленням своєї влади Токімаса став все більш страждати на параною, підозріючи змови. У 1203 році він за підозрою у змові наказав стратити свого родича Хатакеяма Шіґетада, але сини Токімаси — Йосітокі та Токіфуса виступили проти цього. Втім Хатакеяму було страчено. Це викликало недовіру Токімасу до своїх рідних. Він вирішив зробити сьогуном свого зятя Хіраґа Томомасу. Не бажаючи цього Ходзьо Масако з братом Йосітокі влаштували змову, внаслідок якої у 1204 році Томомасу було вбито.
У 1205 році Токімасу змусили зректися посади сіккена та стати буддійським ченцем. Слідом за цим він оселився у монастирі в Камакурі, де й помер у 1215 році.